# Friedrich Ludwig zu Solms-Rösa
Friedrich Ludwig Detlev Moritz, Graf zu Solms-Sonnenwalde-Rösa (* 30. Dezember 1829 in Dessau; † 3. Januar 1906) war ein preußischer Landrat, Rittergutsbesitzer und Graf zu Solms-Rösa.

## Leben

### Herkunft und Familie
Friedrich zu Solms-Rösa war Sohn des Oberjägermeisters und Ehrenritters des Johanniterordens Karl Ernst Friedrich Moritz Theodor Graf zu Solms-Rösa (* 1. Dezember 1800; † 15. Februar 1879) und von dessen Ehefrau (Johanne Wilhelmine) Luise, geb. von Knebel (1798–1854), Tochter des königlich preußischen Majors (Johann Wilhelm) Heinrich (seit 1759: von) Knebel (1752–1821) in Dessau. Solms-Rösa hatte zwei Geschwister, nämlich Wilhelm zu Solms-Rösa (1829–1906), ein hochrangiger Adliger in Anhalt, und Klara zu Solms-Tecklenburg (*/† 1838). Am 21. Juni 1862 heiratete er Therese Julie Bertha Luise Ehrengard, geb. von Eller-Eberstein (1838–1883), Tochter des Freiherrn Emil Franz Heinrich Bernhard von Eller-Eberstein (1804–?). Das Ehepaar bekam zwei Kinder, nämlich Mathilde (1864–?) und Friedrich Emil (1864–1946), preußischer Major und letzter Graf zu Solms-Rösa.

### Karriere
Friedrich wirkte erst als Appellationsgerichts-Auskulator. Nach einigen Jahren wurde er schließlich zum Regierungs-Referendar bei der Königlichen Regierung zu Merseburg ernannt. Durch seinen Vater erhielt Friedrich nach seiner Heirat das Rittergut Radajewitz in der damaligen Provinz Posen, da sein Vater seine beiden Söhne gleichermaßen begütern wollte.
In Radajewitz lebte er einige Jahre und machte sich dort in zwei Legislaturperioden als Vertreter des Kreises Inowrazlaw im preußischen Abgeordnetenhaus tätig.
Im Jahre 1876 wurde er zum Landrat des Kreises Inowrazlaw ernannt, eine Position, die er bis 1889 vertrat. Nach Ende der Ausübung dieser Position nahm Friedrich seinen Abschied vom Staatsdienst und verkaufte das Rittergut. Er kehrte danach, nach über zwei Jahrzehnten, wieder in seine Heimatregion zurück. Dort wohnte er abwechselnd in seiner Wohnung in der Prinzenstraße 18, II in Halle (Saale) und dem Rittergut seines älteren Bruder Wilhelms in Rösa. Friedrich erhielt zahlreiche Medaillen und Orden im Laufe seines Lebens, darunter der preußische Rote Adlerorden IV. Klasse und das Großkreuz des Hausordens Albrecht des Bären.
Im Ruhestand beschäftigte sich Friedrich mit Geographie, Geschichte und Münzkunde und trat auch einer Freimaurerloge bei, wo er eine hohe Position erreichte. Nach dem Tode seines Bruders im Jahre 1904 erbte er, da sein Bruder keine überlebenden Kinder hatte, die Rittergüter Rösa und Crina und Patronate der dortigen Kirchen und Schulen. Im Ort wurde er nach kurzer Zeit zum Amtsvorsteher und Deichhauptmann gewählt. Durch sein hohes Alter aber, verstarb er schon zwei Jahre später an einem Hirnschlag.